# Вудинг, Сэм
Сэм Вудинг, полное имя — Сэмюэль Дэвид Вудинг (англ. Sam Wooding, 17 июня 1895 года, Филадельфия — 1 августа 1985 года, Нью-Йорк) — американский джазовый пианист и руководитель оркестра. Дебютировал в Атлантик-Сити с диксилендом. В 1925 году организовал в Нью-Йорке оркестр «Famous Club Alabama Orchestra», который вошёл в водевильные постановки ревю «Plantation Day» и «Chocolate Kiddies». Сотрудничал с «Chocolate Kiddies», вместе с которым выехал в Европу. Это сотрудничество и принесло ему известность. В Европе гастролировал с небольшим бэндом, способствовал развитию джаза в Дании. В феврале 1926 года его бэнд дал несколько концертов в Москве и Ленинграде.
В 1931 году вернулся в США, где не добился дальнейшего успеха. Вскоре оркестр Вудинга перестал существовать; с 1935 года занимался преподавательской деятельностью. В 1975 году восстановил оркестр, с которым в 1977 году снова гастролировал по Европе, однако гастроли не увенчались успехом.